# Kroontjeskorst
Kroontjeskorst (Sarcogyne) is een geslacht van korstmossen dat behoort tot de familie Acarosporaceae. De typesoort is Sarcogyne corrugata.

## Soorten
Volgens Index Fungorum telt het geslacht 92 soorten (peildatum februari 2021):
| Soortnaam                                     | Auteur(s)                                             | Publicatiejaar |
| --------------------------------------------- | ----------------------------------------------------- | -------------- |
| Sarcogyne acarosporoides                      | Anzi                                                  | 1868           |
| Sarcogyne albothallina                        | K. Knudsen, T.B. Wheeler, Kocourk. & M. Westb.        | 2016           |
| Sarcogyne alcesensis                          | K. Knudsen, J.N. Adams, Kocourk. & Y. Wang            | 2020           |
| Sarcogyne algerica                            | H. Magn.                                              | 1928           |
| Sarcogyne algoviae                            | H. Magn.                                              | 1935           |
| Sarcogyne angulosa                            | C.W. Dodge & G.E. Baker                               | 1938           |
| Sarcogyne arenaria                            | Körb.                                                 | 1861           |
| Sarcogyne arenosa                             | (Herre) K. Knudsen & S. Standl.                       | 2005           |
| Sarcogyne athroocarpa                         | H. Magn.                                              | 1934           |
| Sarcogyne austroafricana                      | (Zahlbr.) H. Magn.                                    | 1938           |
| Sarcogyne bernardinensis                      | K. Knudsen, J.N. Adams, Kocourk. & Y. Wang            | 2020           |
| Sarcogyne bicolor                             | H. Magn.                                              | 1934           |
| Sarcogyne brunnea                             | K. Knudsen & Flakus                                   | 2011           |
| Sarcogyne calcifraga                          | (Müll. Arg.) H. Magn.                                 | 1938           |
| Sarcogyne calcomaura                          | Norman                                                |                |
| Sarcogyne canadensis                          | (H. Magn.) K. Knudsen, J.N. Adams, Kocourk. & Y. Wang | 2020           |
| Sarcogyne canasiacensis                       | (Hue) H. Magn.                                        | 1935           |
| Sarcogyne canberrensis                        | P.M. McCarthy & Elix                                  | 2017           |
| Sarcogyne chalcomaura                         | Norman                                                | 1868           |
| Sarcogyne clavulus                            | (Stizenb.) H. Magn.                                   | 1938           |
| Sarcogyne clavus                              | (DC.) Kremp.                                          | 1861           |
| Sarcogyne convexa                             | K. Knudsen, J.N. Adams, Kocourk. & Y. Wang            | 2020           |
| Sarcogyne coronata                            | Jatta                                                 | 1910           |
| Sarcogyne corrugata                           | Flot.                                                 | 1851           |
| Sarcogyne cretacea                            | Poelt                                                 | 1964           |
| Sarcogyne crustacea                           | K. Knudsen & Kocourk.                                 | 2010           |
| Sarcogyne dakotensis                          | H. Magn.                                              | 1934           |
| Sarcogyne desolata                            | (H. Magn.) K. Knudsen & S. Standl.                    | 2007           |
| Sarcogyne distinguenda                        | Th. Fr.                                               | 1867           |
| Sarcogyne endopetrophila                      | Tokizawa & Y. Ohmura                                  | 2014           |
| Sarcogyne eucarpa                             | (Nyl.) Hellb.                                         | 1871           |
| Sarcogyne eucarpoides                         | Vain.                                                 | 1899           |
| Sarcogyne fallax                              | H. Magn.                                              | 1935           |
| Sarcogyne gibberella                          | (Nyl.) H. Magn.                                       | 1938           |
| Sarcogyne grisea                              | C.W. Dodge & G.E. Baker                               | 1938           |
| Sarcogyne groenlandica                        | H. Magn.                                              | 1938           |
| Sarcogyne henricii                            | B. de Lesd.                                           | 1932           |
| Sarcogyne hypophaea                           | (Nyl.) Arnold                                         | 1871           |
| Sarcogyne incrassata                          | (Arnold) Oxner                                        | 1968           |
| Sarcogyne integra                             | B. de Lesd. ex H. Magn.                               | 1934           |
| Sarcogyne iridana                             | P.M. McCarthy & Kantvilas                             | 2013           |
| Sarcogyne kotiluotensis                       | Vain.                                                 | 1940           |
| Sarcogyne lapponica                           | (Ach. ex Schaer.) K. Knudsen & Kocourk.               | 2008           |
| Sarcogyne latericola                          | J. Steiner                                            |                |
| Sarcogyne leptospora                          | (Nyl.) Boistel                                        | 1903           |
| Sarcogyne leucothallina                       | (J. Steiner) H. Magn.                                 | 1935           |
| Sarcogyne lugens                              | (Stizenb.) H. Magn.                                   | 1938           |
| Sarcogyne magnispora                          | K. Knudsen & Halıcı                                   | 2009           |
| Sarcogyne magnussonii                         | B. de Lesd.                                           | 1932           |
| Sarcogyne maritima                            | P.M. McCarthy & Elix                                  | 2017           |
| Sarcogyne medusula                            | C.W. Dodge                                            | 1973           |
| Sarcogyne meridionalis                        | P.M. McCarthy & Kantvilas                             | 2013           |
| Sarcogyne mitziae                             | K. Knudsen, Kocourk. & McCune                         | 2013           |
| Sarcogyne molongloensis                       | P.M. McCarthy & Elix                                  | 2020           |
| Sarcogyne morio                               | (Duby) Boistel                                        | 1903           |
| Sarcogyne nivea                               | Kremp.                                                | 1861           |
| Sarcogyne novomexicana                        | H. Magn.                                              | 1935           |
| Sarcogyne paradoxa                            | Kocourk. & K. Knudsen                                 | 2020           |
| Sarcogyne parviascifera                       | Jiao H. Wang & J.C. Wei                               | 2016           |
| Sarcogyne perileuca                           | Vain.                                                 | 1904           |
| Sarcogyne picea                               | H. Magn.                                              | 1944           |
| Sarcogyne platycarpoides                      | Anzi                                                  | 1864           |
| Sarcogyne plicata                             | H. Magn.                                              | 1935           |
| Sarcogyne polackiana                          | (Müll. Arg.) H. Magn.                                 | 1938           |
| Sarcogyne porphyricola                        | P.M. McCarthy & Elix                                  | 2020           |
| Sarcogyne praetermissa                        | K. Knudsen & Kocourk.                                 | 2018           |
| Sarcogyne privigna                            | (Ach.) A. Massal.                                     | 1854           |
| Sarcogyne pruinosa                            | (Schaer.) A. Massal.                                  | 1854           |
| Sarcogyne pumilio                             | (Stizenb.) Flagey                                     | 1892           |
| Sarcogyne reebiae                             | K. Knudsen & S. Standl.                               | 2007           |
| Sarcogyne regularis (berijpte kroontjeskorst) | Körb.                                                 | 1855           |
| Sarcogyne robiginans                          | Stizenb.                                              | 1890           |
| Sarcogyne rugosa                              | Lynge                                                 | 1937           |
| Sarcogyne saphyniana                          | L. Nurtai, K. Knudsen & A. Abbas                      | 2016           |
| Sarcogyne scabra                              | Nyl.                                                  | 1890           |
| Sarcogyne sebirana                            | Vain.                                                 | 1888           |
| Sarcogyne sekikaica                           | P.M. McCarthy & Elix                                  | 2014           |
| Sarcogyne sikkimensis                         | Räsänen                                               | 1951           |
| Sarcogyne similis                             | H. Magn.                                              | 1934           |
| Sarcogyne sinensis                            | H. Magn.                                              | 1940           |
| Sarcogyne solitaria                           | H. Magn.                                              | 1944           |
| Sarcogyne sphaerospora                        | J. Steiner                                            | 1899           |
| Sarcogyne squamosa                            | K. Knudsen & McCune                                   | 2013           |
| Sarcogyne terrena                             | H. Magn.                                              | 1934           |
| Sarcogyne terrulenta                          | P.M. McCarthy & Elix                                  | 2020           |
| Sarcogyne tholifera                           | P.M. McCarthy & Elix                                  | 2017           |
| Sarcogyne toniniana                           | (A. Massal.) Jatta                                    | 1910           |
| Sarcogyne ulleungdoensis                      | S.Y. Kondr., L. Lőkös & Hur                           | 2018           |
| Sarcogyne urceolata                           | Anzi                                                  | 1862           |
| Sarcogyne valdobbiensis                       | (Bagl. & Carestia) Jatta                              | 1910           |
| Sarcogyne wheeleri                            | K. Knudsen, J.N. Adams, Kocourk. & Y. Wang            | 2020           |
| Sarcogyne zeorina                             | Vain.                                                 | 1921           |